# 蘇懷克體育會
蘇懷克體育會（阿拉伯语：‎）是一家位于阿曼巴提奈区苏韦格的体育俱乐部，以其下属足球队最为著名，目前参加阿曼职业足球联赛，主场位于阿曼锡卜的锡卜体育场。
俱乐部成立于1972年2月28日，但是在2002年6月26日才涉足职业足球，于足协注册。除足球外，苏韦格俱乐部亦有曲棍球、排球、手球、篮球、羽毛球和壁球队伍。

## 榮譽
- 阿曼職業足球聯賽（4）：

- 冠军：2009–10, 2010–11, 2012–13, 2017-18

- 蘇丹卡布斯盃（2）：

- 冠军：2008, 2012

- 阿曼超級盃（1）

- 冠军：2013